# Croce solare

La croce solare

La croce solare (o ruota solare o carro solare o disco solare o croce di Odino o croce di Woden) è un importante simbolo, che rappresenta la forma di una ruota di carro (da cui il nome di "ruota solare" o "carro solare"), presente in molte culture a partire dall'Età del bronzo.
La croce solare è utilizzata nelle prime scritture utilizzate da Sumeri, Egizi, Ittiti, Cretesi, Greci, Etruschi e Romani.

## Significato simbolico
Nell'antichità la croce solare rappresentava il Sole ed era il simbolo del potere.
Nell'antica Cina tale simbolo era associato al tuono, alla potenza, all'energia e al rispetto.
Nell'alchimia la croce solare era il simbolo delle leghe a base di rame.
Nell'astrologia moderna rappresenta la Terra (nel significato di pianeta e di questo elemento).
Nella simbologia pagana ed esoterica, la croce solare rappresenta i quattro elementi: il cerchio simboleggia il fuoco, il punto d'incrocio delle linee rappresenta l'aria, la linea orizzontale rappresenta l'acqua, l'intera figura la terra:
| fuoco | aria | acqua | terra |
| ----- | ---- | ----- | ----- |
|       |      |       |       |